# محمد عابد سلیمان
محمد عابد سلیمان (انگلیسی: Mohamed Abid Soliman؛ زادهٔ ۲۰ اوت ۱۹۴۵) بازیکن واترپلو اهل مصر بود.